# Gradiente termico verticale
Il gradiente termico verticale è il valore (o tasso) che indica quanto varia la temperatura dell'aria al variare della quota. In atmosfera standard, equivale a −6,5 °C ogni 1000 m, ma in realtà può allontanarsi molto da questo valore a seconda delle condizioni atmosferiche e del luogo considerato.

## Descrizione
Il gradiente termico verticale ha solitamente valore negativo, cioè la temperatura diminuisce all'aumentare della quota.
Se il valore assoluto è superiore a 10 °C ogni 1 000 m (1 °C/100 m) l'aria è instabile (succede in caso di temporali), se è inferiore l'aria è stabile. Se il gradiente è positivo si è nel caso dell'inversione termica, la situazione in cui l'aria è più calda in quota che al suolo; se invece è nullo si è nel caso di omotermia verticale.
Il gradiente termico verticale è rappresentato nei grafici temperatura-quota con una curva detta curva di stato. Nei deserti si può arrivare anche a 20 °C/1000 m in virtù del forte riscaldamento del suolo.

### Tipi di gradiente termico

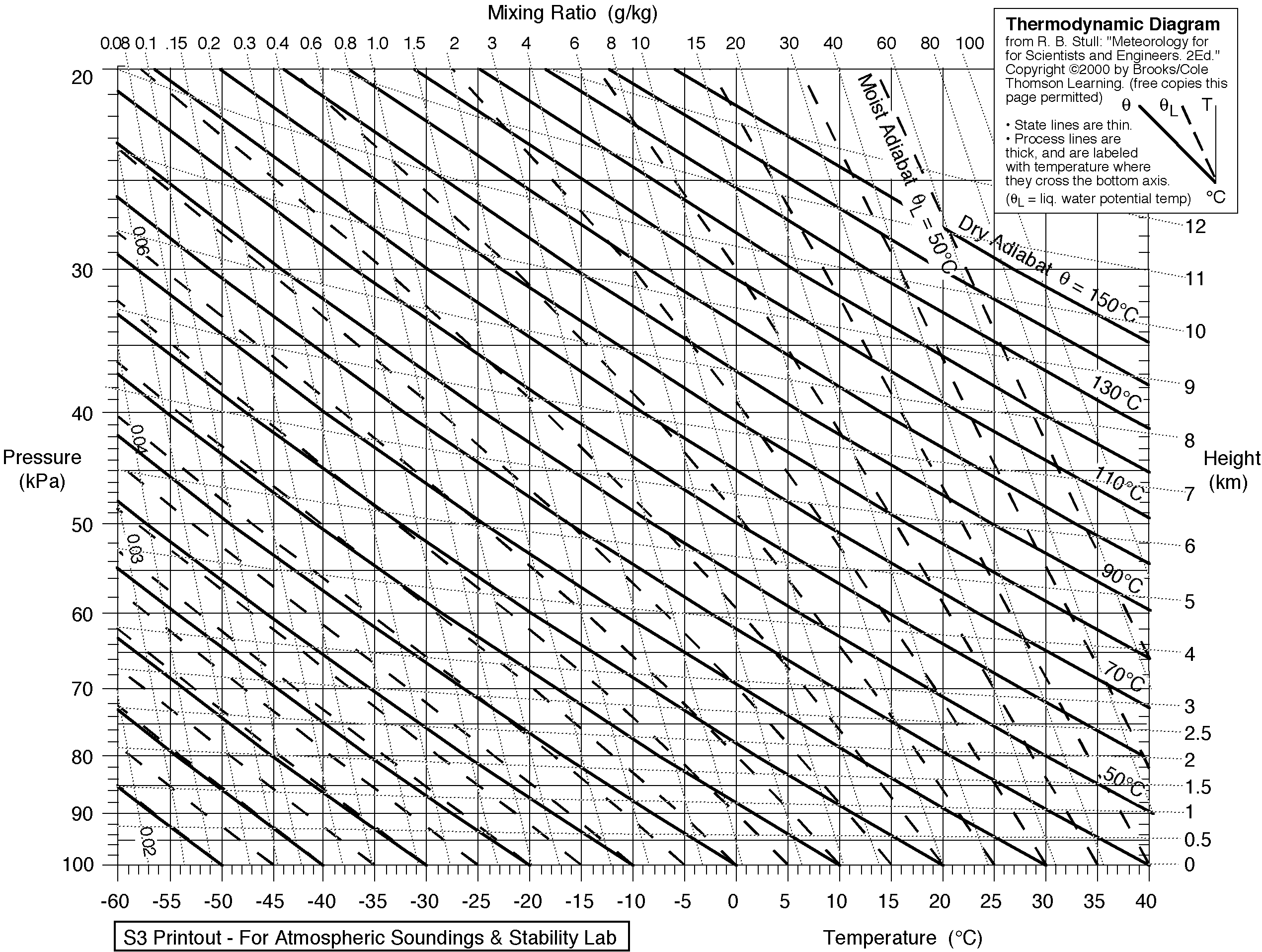
Diagramma che riporta le variazioni di gradiente adiabatico secco (linee continue) e adiabatico saturo (linee tratteggiate)

Un particolare tipo di gradiente termico è il gradiente termico adiabatico, che si riferisce alla variazione della temperatura di una particella d'aria che si muove verso l'alto (o verso il basso) nell'atmosfera senza scambiare calore con le masse d'aria vicine.
Si divide in:
- gradiente adiabatico secco quando, nella formazione delle nubi, c'è una diminuzione di temperatura di circa 9,8 °C per ogni chilometro di altezza;
- gradiente adiabatico saturo quando c'è una diminuzione di circa 5 °C per chilometro.[1]

Il gradiente termico adiabatico si ha per una atmosfera statica, priva di umidità e di scambi di calore con l'esterno.
Esistono anche il gradiente termico sub-adiabatico (quando l'aria è stabile e rende difficile il mescolamento verticale) e il gradiente termico superadiabatico (quando l'atmosfera è instabile).